# Neah Bay
Neah Bay ist ein Ort im Nordwesten des US-Bundesstaates Washington. Das U.S. Census Bureau hat bei der Volkszählung 2020 eine Einwohnerzahl von 935 ermittelt.
Der Statistikbehörde gilt er als Census-designated place im Reservat der Makah im Clallam County. 2010 lebten dort 181 Familien. Von den Bewohnern wurden 12,1 % als Weiße verzeichnet, 0,2 % als Schwarze, 5,4 % als Latinos und 9,7 % gehörten zwei oder mehreren Rassen an. 77,1 % wurden zu den als Native Americans bezeichneten Indianern gerechnet, fast ausschließlich Makah. Diese gehören zu den Nuu-chah-nulth, deren übrige Stämme ausschließlich auf dem kanadischen Vancouver Island leben.

## Geschichte
Der Name des Ortes geht auf den Makah-Häuptling Dee-ah zurück, wie ihn die benachbarten Klallam, die zu den Küsten-Salish zählen, aussprachen. Auch die Bezeichnung der Makah, die sich selbst „Kwih-dich-chuh-aht“ (Qʷidiččaʔa·tx̌) nannten, stammt von den Klallam. Von der Bucht, die seinen Namen trug, übernahm der Ort seinen Namen. 1789 erschien der Bostoner Robert Haswell und beschrieb erstmals den Ort Neah Bay, der allerdings noch nicht diesen Namen trug.
1790 nahm Manuel Quimper die Bucht für Spanien in Besitz und nannte sie zu Ehren des Vizekönigs von Neuspanien Alonso Núñez de Haro y Peralta Bahía de Núñez Gaona. 1792 ließ Salvador Fidalgo einen befestigten Handelsposten an der Bucht errichten, doch musste er ihn bald aufgeben. In Neah Bay selbst kam es zu Konflikten mit dem spanischen Kommandanten, der bereits das Beurteilungsrepertoire der meisten Europäer zusammenfasste, indem er die Makah als „kriegerisch, hinterhältig und diebisch“ bezeichnete – offenbar ohne jeden Sinn für die Perspektive der von ihrem harschen militärischen Vorgehen Betroffenen. George Vancouver kartierte währenddessen die Bucht, ohne jedoch Kontakt mit den Makah oder den Spaniern aufzunehmen. Amerikanische Händler nannten die Bucht Poverty Cove.
Schon Ende des 18. Jahrhunderts erreichten die von Europäern eingeschleppten Epidemien auch die Makah, deren Zahl drastisch fiel. 1805–1806 schätzte man ihre Zahl noch auf rund 2.000, 1853 nur noch auf 500. Der Observer of Indians James Swan zählte 1861 genau 654 Makah, 1905 zählte man nur noch 435, 1937 gar nur noch 407.
1841 kartierte eine amerikanische Expedition unter Leitung von Charles Wilkes die Region und nannte die Bucht Scarborough Harbour – zu Ehren von Captain James Scarborough von der Hudson’s Bay Company, der die Expedition unterstützt hatte. In Wilkes Karte erscheint erstmals der Name „Neah“, wenn dieser auch die in der Bucht gelegene Insel Waadah Island bezeichnete. Die Bucht nannte erstmals 1847 Kapitän Henry Kellett „Neeah Bay“. 1833 strandeten Japaner in der Bucht, 1840 Russen.
1846 brachte der Grenzvertrag zwischen den USA und Großbritannien das Gebiet der Makah an die USA. Am 31. Januar 1855 handelte der Gouverneur des Territoriums Washington, Isaac Ingalls Stevens, den Vertrag von Neah Bay aus. Die Makah verzichteten im Gegenzug zum Erhalt ihrer Wohn-, Jagd- und Sammelrechte auf 300.000 Acre Land, ihr Reservat umfasste nur noch 27.265 Acre.

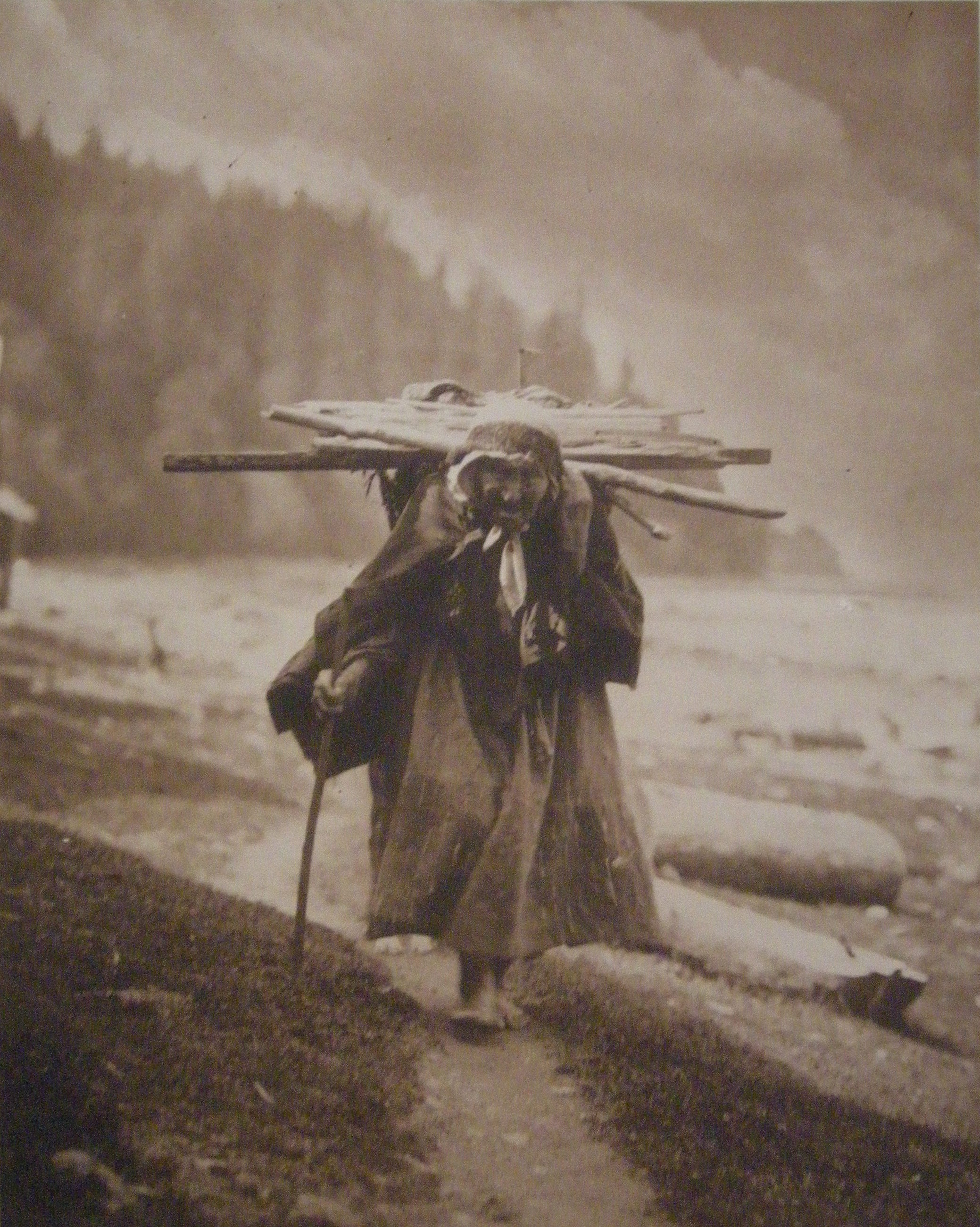
Holzbündelsammler in Neah Bay, 1910

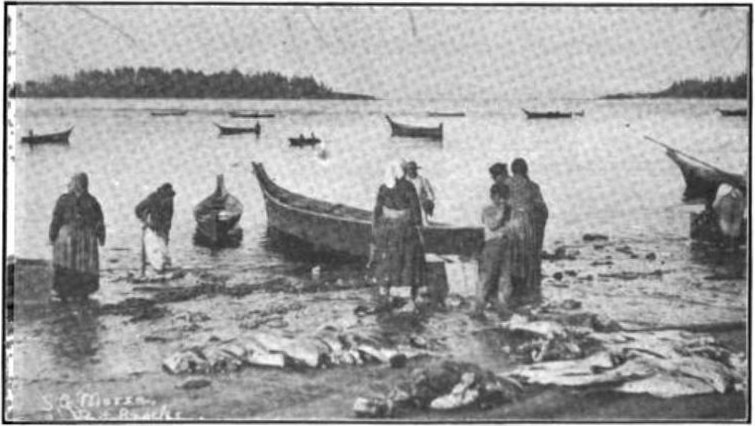
Heilbuttfischer in der Bucht, um 1900

In Neah Bay saß nun ein Indianeragent; 1862 erweiterte Henry A. Webster das Reservat befristet, 1869 forderte er mit Erfolg die dauerhafte Vergrößerung. Doch widersetzten sich die Makah den Plänen, aus ihnen Bauern zu machen. Auch kam es hin und wieder zu offenen Konflikten mit benachbarten Stämmen, aber auch mit Ditidaht und Sooke auf dem kanadischen Vancouver Island. Ähnlich wie die Nuu-chah-nulth in Kanada wurden die Makah missioniert, ihre Kinder in Schulen untergebracht, die ihnen den Gebrauch ihrer Sprache und die Grundlagen ihrer Kultur entzogen. Daher war die Sprache der Makah bald beinahe ausgestorben. Im Reservat bestand eine Polizeitruppe und 1882 entstand ein Indianergericht (Indian court).

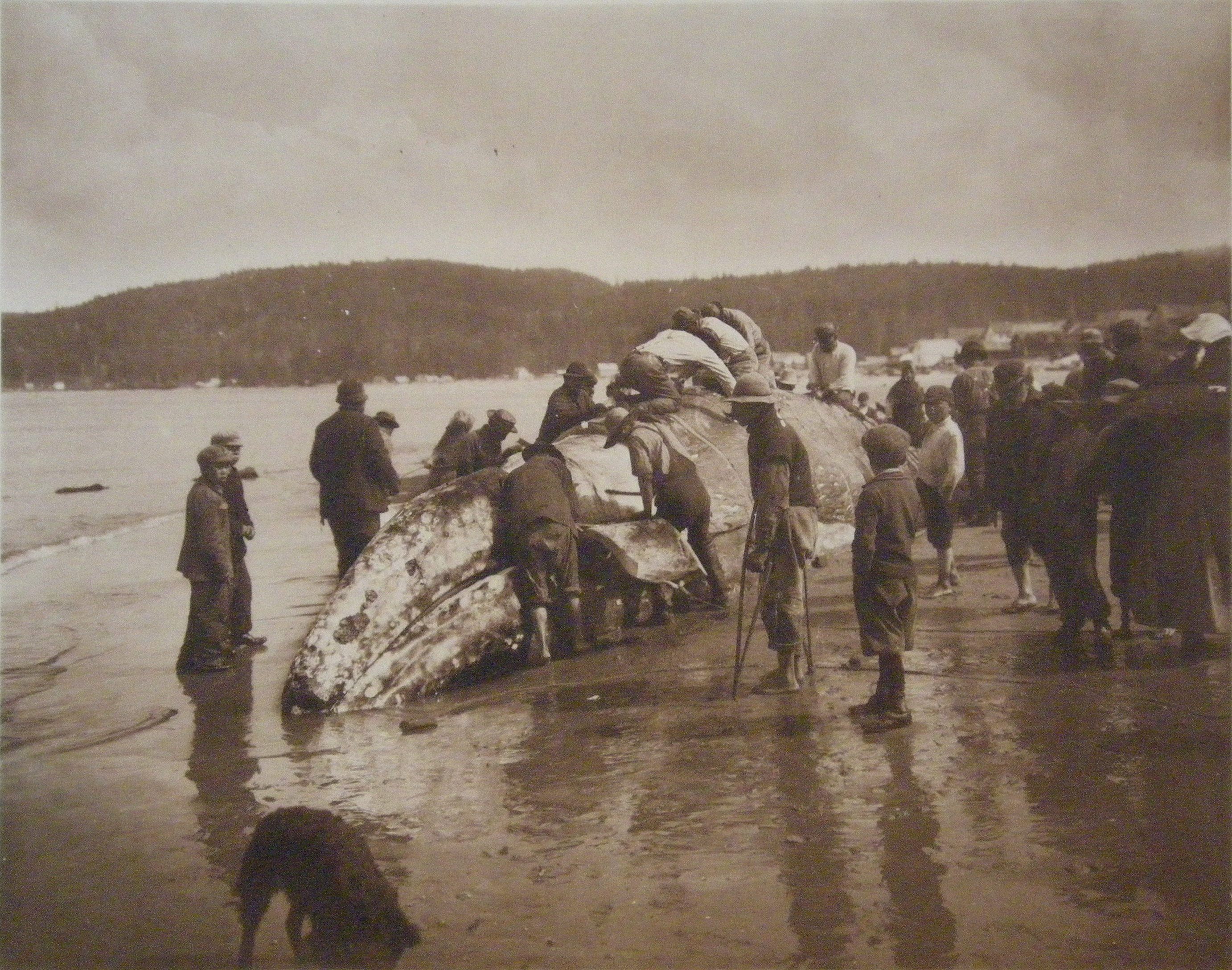
Makah zerlegen einen gefangenen Wal in der Neah Bay

Zunächst gelang es den Makah, bei weißen Schiffseignern anzuheuern und Robben zu jagen (ab etwa 1880). Ende des 19. Jahrhunderts besaßen sie eigene Schiffe und engagierten weiße Robbenfänger. Sie gründeten 1880 die Neah Bay Fur Sealing Company und charterten das Schiff Lottie in Port Townsend. Schließlich kaufte Häuptling James Claplanhoo das Schiff, weitere drei Schoner wurden dazu erworben, schließlich die Discovery in Victoria. 1886 kaufte Häuptling Peter Brown den Schoner Champion. Jedoch wurden ihre Möglichkeiten, eine eigene Fischindustrie aufzubauen, durch gesetzliche Beschränkungen zunichtegemacht. Die Privatisierung des Stammesgebiets begann 1907, wobei jeder Makah nur zehn Acre erhielt.
1929 besaß die Neah Bay Dock Company, ein Tochterunternehmen der Puget Sound Navigation Company, ein Hotel in Neah Bay. 1931 wurde die relative Isoliertheit durch die Fertigstellung einer Küstenstraße aufgehoben.
Die von John Slocum gegründete Indian Shaker Church fand auch in Neah Bay Anhänger, doch kam es 1927 zu einer Spaltung über die Frage des Gebrauchs der Bibel im Gottesdienst. William Kitsap, der zudem die Bischofswahl auf Lebenszeit ablehnte, rief zu einer eigenen Versammlung in Neah Bay, während sich seine Gegner in Oakville versammelten. Die Versammelten wählten zwei Bischöfe. Geklärt wurde der Streit erst 1945 durch den Snohomish County Superior Court.
Bereits seit Anfang der 1920er Jahre unterrichten die Makah wieder ihre eigene Sprache. 1934 stimmten sie dem Indian Reorganization Act zu. Dieser ermöglichte eine begrenzte Selbstregierung unter gewählten Führern. Vor allem aber blieb das Trust Land vor Entfremdung geschützt. So verhinderten sie, dass die besten Grundstücke und Fangstellen verkauft wurden. 1936 und 1937 erhielten sie eine Verfassung und eine Charta. 1952 gründeten einige der Älteren (Elders) eine Schule, in der traditionelle Techniken, wie das Bearbeiten von Kanus erlernt werden konnten.
In den 1950er Jahren folgten Auseinandersetzungen mit der Regierung um Fisch- und Robbenfangrechte. Die Makah sahen sich um ihre Rechte gebracht, seit die Anrainerländer des Pazifiks Fangverbote ausgesprochen hatten, ohne für Kompensation zu sorgen. 1984 erhielten sie zum Ausgleich Waadah und Tatoosh Island zurück.
Die Küstenwache unterhält eine Basis in Neah Bay, ein Warnsystem konnte seit 1999 bereits 41 Seefahrzeuge retten.